# Salad Days (álbum de Mac DeMarco)
Salad Days es el tercer álbum de estudio de larga duración del músico canadiense Mac DeMarco. Fue lanzado el 1 de abril de 2014 a través de Captured Tracks. Tras los lanzamientos de Rock and Roll Night Club y 2 en 2012 y la extensa gira de ambos lanzamientos en 2013, DeMarco trabajó en el material para su próximo álbum en su apartamento en Bedford-Stuyvesant en Brooklyn. Salad Days obtuvo elogios de la crítica y debutó en el puesto 30 del Billboard 200.  El álbum generó dos sencillos: "Passing Out Pieces" y "Brother". Para promocionar el álbum, DeMarco realizó una gira que se extendió por Norteamérica, Sudamérica y Europa.

## Antecedentes y grabación
DeMarco grabó Salad Days en su apartamento, en el área de Bedford-Stuyvesant de Brooklyn, New York, luego de una extensa gira en apoyo de sus dos lanzamientos posteriores Rock and Roll Night Club y 2, ambos lanzados en 2012. DeMarco notó que se sentía "malditamente desanimado" al finalizar la gira y afirmó: "Me siento como desgastado, abatido y crecido de repente. Siempre he tenido una especie de meseta que quería alcanzar". , y ahora simplemente no puedo ver el siguiente.". El álbum fue grabado en una Fostex A-8, al igual que su predecesor, 2.

## Escritura y composición
Sobre el sonido de Salad Days , DeMarco dijo: "No quería asustar a nadie con un gran cambio de sonido. Quería hacer la transición sin cambiar demasiado la vibra. El estado de ánimo de Salad Days es: '¡Mierda, amigo! ¡Solo estoy de gira por un año y medio y estoy cansado!'
En cuanto al contenido lírico del álbum, DeMarco decidió conscientemente escribir un disco más personal que su predecesor, 2 (2012), afirmando que no habría canciones sobre "absolutamente nada" y que "necesitaba conseguir esta mierda". afuera". Tres de las pistas del álbum se centran en su novia de mucho tiempo, Kiera McNally, y "Let My Baby Stay" hace referencia a la decisión de la pareja de mudarse de Montreal, Quebec, Canadá hacia Brooklyn.
La canción "Chamber of Reflection" está basada en la composición "Word 2" de Sekitō Shigeo. Hace referencia a un concepto de la masonería , también llamado la Cámara de Reflexión. Posteriormente, DeMarco comparó el concepto con el estudio de su casa: "Es una habitación a la que la gente entra antes de iniciarse en la masonería. Es como una sala de meditación, y te encierran allí durante un período de tiempo. El propósito es reflexionar sobre lo que ya lo has hecho en tu vida y sigue adelante. Creo que eso es lo que hice en [el estudio de mi casa] aquí mismo. En realidad, fue terapéutico. Me siento un poco iluminado, un poco menos pesado " .

## Lanzamiento
El 12 de enero de 2014, Mac DeMarco le dijo a Red de radio CKUA que su segundo álbum de estudio se titularía Salad Days y se lanzaría en abril. También interpretó tres canciones nuevas: "Treat Her Better", "Salad Days" y "Let Her Go". Al día siguiente, anunció 36 fechas de gira en Norteamérica, Sudamérica y Europa. El 21 de enero, fecha de lanzamiento del 1 de abril, se reveló la lista de canciones y la portada del álbum. Ese día también se lanzó el primer sencillo, "Passing Out Pieces", y el álbum estuvo disponible para pedidos anticipados en iTunes Store con una descarga inmediata de "Passing Out Pieces". El segundo sencillo, "Brother", fue lanzado el 6 de marzo.

## Crítica y recepción
Tras su lanzamiento, Salad Days fue recibido con elogios de la crítica. En Metacritic, que asigna una calificación media ponderada sobre 100 a las reseñas de los críticos principales, el álbum recibió una puntuación promedio de 82 sobre 100 basada en 27 reseñas, lo que indica "aclamación universal". Marc Hogan de Pitchfork afirmó que Salad Days "no es tanto una desviación de su predecesor como un refinamiento más rico y cada vez más seguro". Fred Thomas of AllMusic escribió que DeMarco muestra "una imagen simplificada de su desarrollo musical" y que "con pistas más memorables y una sensación un poco más accesible, el álbum está menos distraído y es más melodioso que antes sin perder nada de la espíritu libre que hizo que sus canciones y su personalidad fueran tan atractivos en primer lugar". Alex Denney de NME concluyó que DeMarco había "simplemente reducido la peculiaridad y escrito su mejor disco hasta el momento."
NME nombró a Salad Days como el segundo mejor álbum de 2014, mientras que las pistas "Chamber of Reflection" y "Passing Out Pieces" se ubicaron en los números 10 y 26 respectivamente en su lista de las 50 mejores pistas de 2014. Salad Daysfue uno de los nominados preseleccionados para el 2014 Polaris Music Prize. El álbum fue el disco más reproducido en la radio comunitaria canadiense en abril de 2014 y el segundo álbum más reproducido de 2014, detrás de Shrink Dust de Chad Van Gaalen, según las listas nacionales de la National Campus and Community Radio Association,  En octubre de 2019, Salad Days se ubicó en el no. 21 en la lista de Happy Mag de "Los 25 mejores álbumes de rock psicodélico de la década de 2010".

## Rendimiento comercial
Salad Days debutó en el puesto 30 del Billboard 200 y puesto 11 en el Top Rock Albums, vendiendo 10.000 copias en su primera semana. Su debut representó el pico más alto de las listas de DeMarco y la mejor semana de ventas hasta el lanzamiento de Another One el año siguiente El álbum ha vendido 51.000 copias en los EE. UU. hasta julio de 2015.

## Lista de canciones
Todas las canciones escritas y compuestas por Mac DeMarco. 
| Edición estándar |                         |          |  |
| N.º              | Título                  | Duración |  |
| 1.               | «Salad Days»            | 2:25     |  |
| 2.               | «Blue Boy»              | 2:06     |  |
| 3.               | «Brother»               | 3:32     |  |
| 4.               | «Let Her Go»            | 3:02     |  |
| 5.               | «Goodbye Weekend»       | 2:59     |  |
| 6.               | «Let My Baby Stay»      | 4:08     |  |
| 7.               | «Passing Out Pieces»    | 2:47     |  |
| 8.               | «Treat Her Better»      | 3:49     |  |
| 9.               | «Chamber of Reflection» | 3:51     |  |
| 10.              | «Go Easy»               | 3:24     |  |
| 11.              | «Jonny's Odyssey»       | 2:38     |  |
| 34:41            |                         |          |  |

| Pistas extra de pre-compra de iTunes |                             |          |  |
| N.º                                  | Título                      | Duración |  |
| 12.                                  | «Go Easy» (Demo)            | 3:30     |  |
| 13.                                  | «Passing Out Pieces» (Demo) | 3:02     |  |

## Personal
Créditos adaptados de lanzamientos físicos.
- Mac DeMarco - composición, todos los instrumentos, mezcla
- Josh Bonati - masterización
- Coley Brown - fotografía
- Steven Marx - tipografía

## Gráficos
| Gráfico (2014)                          | Posición alta |
| --------------------------------------- | ------------- |
| Bélgica (Ultratop flamenca)             | 94            |
| Bélgica (Ultratop valona)               | 147           |
| Reino Unido (UK Albums Chart)           | 90            |
| Reino Unido (UK Independent Albums)     | 17            |
| Estados Unidos (Billboard 200)          | 30            |
| Estados Unidos (Independent Albums)     | 5             |
| Estados Unidos (Top Alternative Albums) | 8             |
| Estados Unidos (Top Rock Albums)        | 11            |

## Pepperoni Playboy
Pepperoni Playboy es un documental de 2014 dirigido por Jon Leone. El documental muestra un poco de la vida de Mac DeMarco en Brooklyn, Nueva York, donde se muestra también el proceso de grabación del álbum Salad Days.

### Sinopsis
Inmediatamente después del muy aclamado disco '2', Pepperoni Playboy sigue la vida del músico Mac Demarco mientras graba su último álbum de estudio 'Salad Days'.

## Historial de lanzamientos
| Región         | Fecha               | Formato(s)                    | Edición(s) | Etiqueta        | Referencia    |
| -------------- | ------------------- | ----------------------------- | ---------- | --------------- | ------------- |
| Alemania       | 28 de marzo de 2014 | LP descarga digital           | Estándar   | Captured Tracks |               |
| Francia        | 31 de marzo de 2014 | CD LP descarga digital        | Estándar   | Captured Tracks |               |
| Reino Unido    | 31 de marzo de 2014 | CD LP descarga digital        | Estándar   | Captured Tracks |               |
| Estados Unidos | 1 de abril de 2014  | CD LP Casete descarga digital | Estándar   | Captured Tracks | [ 30 ] [ 39 ] |
| Estados Unidos | 1 de abril de 2014  | 2x12"                         | Deluxe     | Captured Tracks | [ 40 ]        |
| Alemania       | 11 de abril de 2014 | CD                            | Estándar   | Captured Tracks | <             |